# Acragas
Acragas e un gen al familiei de păianjeni Salticidae (păianjeni săritori). E găsit în America Centrală și de Sud.

## Nume
Numele genului e derivat de la numele grec Agrigentum, un oraș antic din Sicilia.

## Specii
- Acragas carinatus Crane, 1943 (Venezuela)
- Acragas castaneiceps Simon, 1900 (Brazilia)
- Acragas erythraeus Simon, 1900 (Brazilia)
- Acragas fallax (George and Elizabeth Peckham, 1896) (Panama)
- Acragas hieroglyphicus (Peckham & Peckham, 1896) (Mexic - Panama)
- Acragas humaitae Bauab & Soares, 1978 (Brazilia)
- Acragas humilis Simon, 1900 (Brazilia)
- Acragas leucaspis Simon, 1900 (Venezuela)
- Acragas longimanus Simon, 1900 (Brazilia)
- Acragas longipalpus (Peckham & Peckham, 1885) (Guatemala)
- Acragas mendax Bauab & Soares, 1978 (Brazilia)
- Acragas miniaceus Simon, 1900 (Peru, Brazilia)
- Acragas nigromaculatus (Cândido Firmino de Mello-Leitão, 1922) (Brazilia)
- Acragas pacatus (Peckham & Peckham, 1896) (Central America)
- Acragas peckhami (Arthur M. Chickering, 1946) (Panama)
- Acragas procalvus Simon, 1900 (Peru)
- Acragas quadriguttatus (Frederick Octavius Pickard-Cambridge, 1901) (Mexic - Panama)
- Acragas rosenbergi Simon, 1901 (Ecuador)
- Acragas trimaculatus Mello-Leitão, 1917 (Brazilia)
- Acragas zeteki (Chickering, 1946) (Panama)